# Matematisk skønhed
Eksempler på taylorpolynomier:

{\displaystyle e^{x}=1+{\frac {x}{1!}}+{\frac {x^{2}}{2!}}+{\frac {x^{3}}{3!}}...}

{\displaystyle sinx=x-{\frac {x^{3}}{3!}}+{\frac {x^{5}}{5!}}-{\frac {x^{7}}{7!}}...}

{\displaystyle cosx=1-{\frac {x^{2}}{2!}}+{\frac {x^{4}}{4!}}-{\frac {x^{6}}{6!}}...}
Matematisk skønhed dækker over, at de fleste matematikere drager en æstetisk tilfredsstillelse fra deres arbejde og fra matematik i almindelighed. De udtrykker denne tilfredsstillelse ved at beskrive matematik (eller i det mindste visse aspekter af matematikken) som smukt. Nogle gange beskriver de matematik som en kunstform eller, som minimum, en kreativ aktivitet. Der bliver ofte foretaget sammenligninger med musik og poesi.
Bertrand Russell formulerede sin forståelse af matematisk skønhed i disse ord:
| Citat | Fra den rette synsvinkel besidder matematik ikke kun sandhed, men den yderste skønhed – en kold og spartansk skønhed, ligesom en skulpturs, uden appel til nogen del af vores svagere natur, uden malerkunstens eller musikkens overdådige pragt, og dog sublimt ren og i stand til at vise en streng perfektion, som kun den største kunst kan præstere. Glædens sande ånd, begejstringen, fornemmelsen af at være større end Mennesket, hvilket er prøvestenen for den højeste udmærkelse, findes i matematik lige så vist som i poesi. | Citat |
| The Study of Mathematics i Mysticism and Logic, and Other Essays, kap. 4, London: Longmans, Green, 1918. | |       |

Paul Erdős udtrykte sit syn på matematikkens ubeskrivelighed, da han sagde "Hvorfor er tal smukke? Det er som at spørge, hvorfor Beethovens Niende Symfoni er smuk. Hvis man ikke kan se hvorfor, kan ingen fortælle det til én. Jeg ved, at tal er smukke. Hvis de ikke er smukke, er intet smukt."

## Skønhed i metoden
Matematikere beskriver en særlig tilfredsstillende bevismetode som elegant. Afhængig af sammenhængen kan dette betyde:
- Et bevis, der benytter et minimum af ekstra antagelser eller tidligere resultater.
- Et bevis, som er usædvanlig kort.
- Et bevis, der udleder et resultat på en overraskende måde (for eksempel fra en tilsyneladende urelateret sætning eller samling af sætninger).
- Et bevis, som er baseret på en ny og original indsigt.
- En bevismetode, der let kan generaliseres til at løse en familie af lignende problemer.

I søgen efter et elegant bevis kigger matematikere ofte efter forskellige uafhængige måder at bevise et resultat på – det først fundne bevis er ikke nødvendigvis det bedste. Den sætning, der er blevet fundet flest beviser for, er muligvis Pythagoras' læresætning med hundredvis af publicerede beviser. En anden sætning, der er blevet bevist på mange forskellige måder er sætningen om kvadratisk reciprocitet – alene Carl Friedrich Gauss udgav otte forskellige beviser for denne sætning, som han selv kaldte aureum theorema, "den gyldne sætning".
Resultater, som er logisk korrekte, men involverer besværlige beregninger, overudførlige metoder, meget konventionelle tilgange, eller som støtter sig til et stort antal særligt stærke aksiomer eller tidligere resultater, bliver omvendt normalt ikke betragtet som elegante og kan kaldes grimme eller klodsede. Dette er relateret til Occams ragekniv.

## Skønhed i resultater
Naturvidenskaben søger sandheden og støder under arbejdet sommetider på skønheden. Kunstnere søger skønheden og støder under arbejdet sommetider på sandheden. Og matematikeren […] søger både det ene og det andet. Og finder uden forskel det ene eller det andet. Han blander det sande og det smukke, det nyttige og det overflødige, det almindelige og det usandsynlige, som var de lige så mange farver, der blandede sig på hans uendelige lærred.
Matematikere finder skønhed i matematiske resultater, som fastsætter en forbindelse mellem to matematiske felter, der ved første øjekast lader til at være fuldstændig urelaterede. Sådanne resultater beskrives ofte som dybe.
Selvom det er svært at finde bred enighed om, hvorvidt et resultat er dybt, nævnes visse eksempler ofte. Et af dem er Eulers identitet: eiπ + 1 = 0, der viser en overraskende sammenhæng mellem de vigtigste størrelser e, π og i fra henholdsvis matematisk analyse, geometri og teorien om komplekse tal samt de mest grundliggende heltal 1 og 0. Den er blevet kaldt "matematikkens mest bemærkelsesværdige formel" af Richard Feynman. Moderne eksempler omfatter blandt andet modularitetssætningen, som fastslår en vigtig forbindelse mellem elliptiske kurver og modulformer (arbejde på denne førte til, at Andrew Wiles og Robert Langlands blev tildelt Wolf-prisen) og monstrous moonshine, som forbandt Monstergruppen med modulformer via strengteori (for hvilken Richard Borcherds blev tildelt Fields-medaljen).
Det modsatte af dybt er trivielt. En triviel sætning kan være et resultat, som kan udledes på en selvfølgelig og ligefrem måde fra andre kendte resultater, eller som kun gælder for en specifik mængde af objekter, som for eksempel den tomme mængde. Nogle gange kan en sætnings påstand imidlertid godt være nyskabende nok til at blive betragtet som dyb, selvom dens bevis er rimelig åbenlyst.

## Skønhed i oplevelser
En vis grad af glæde ved manipulation med tal og symboler er formentlig påkrævet for at benytte sig af matematik. På grund af nytten af matematik inden for videnskab og ingeniørarbejde er det sandsynligt, at ethvert teknologisk samfund aktivt vil kultivere denne æstetik; i hvert fald i dets videnskabsfilosofi, hvis ikke andetsteds.
For de fleste matematikere kommer den mest intense oplevelse af matematisk skønhed fra aktivt at beskæftige sig med matematik. Det er meget svært at nyde eller forstå matematik på en fuldkommen passiv måde – inden for matematik er der ikke rigtig nogen analogi for tilskuerens rolle.
Bertrand Russell refererede til matematikkens spartanske skønhed.

## Skønhed og filosofi
Visse matematikere er af den holdning, at matematik er tættere på opdagelse end opfindelse. Disse matematikere mener, at de detaljerede og præcise resultater fra matematikken rimeligvis kan antages at være sande uden at afhænge af det univers, vi lever i. For eksempel vil de argumentere for, at teorien om naturlige tal er fundamentalt gyldig på en måde, der ikke kræver en specifik kontekst. Nogle matematikere har videreført dette synspunkt på matematikkens skønhed, hvilket i visse tilfælde har ført til mysticisme.
Pythagoras (og hele hans filosofiske skole, pythagoræerne) troede på tallenes bogstavelige virkelighed. Opdagelsen af eksistensen af irrationale tal var et chok for dem – de betragtede eksistensen af tal, der ikke kan skrives som et forhold mellem to naturlige tal, som en fejl i naturen. Fra et moderne synspunkt var Pythagoras' mystiske behandling af tal mere beslægtet med en numerologs virkemåde snarere end en matematikers.
I Platons filosofi var der to verdener: den fysiske, hvori vi lever, og en anden abstrakt verden, som indeholdt bestandige sandheder, inklusive matematik. Han mente, at den fysiske verden blot var et spejlbillede af den mere perfekte abstrakte verden.
Galileo Galilei bliver citeret for at have sagt "Matematik er det sprog, som Gud skabte universet med", en påstand som (bortset fra den underforståede deisme) er i overensstemmelse med det matematiske grundlag for al moderne fysik.
Selvom han var ateist, omtalte den ungarske matematiker Paul Erdős en tænkt bog, hvori Gud har nedskrevet alle de smukkeste matematiske beviser. Når Erdős ville udtrykke en særlig påskønnelse af et bevis, udbrød han "Dette her er fra Bogen!" Dette synspunkt udtrykker den idé, at matematik, i sin egenskab af det indre fundament hvorpå universets love er bygget, er en naturlig kandidat til, hvad forskellige religiøse mystikere har personificeret som Gud.
Den franske nulevende filosof Alain Badiou påstår at ontologi er matematik. Badiou tror på en dyb sammenhæng mellem matematik, poesi, politik, kærlighed og filosofi. ("L'etre et l'evenement" Badiou, Alain 1988)
I nogle tilfælde har naturfilosoffer og andre videnskabsfolk, som i udstrakt grad har benyttet sig af matematik, foretaget logiske slutninger mellem skønhed og fysiske sandheder på måder, der har vist sig at være fejlagtige. For eksempel troede Johannes Kepler på et tidspunkt i sit liv, at forholdene mellem banerne for de dengang kendte planeter i Solsystemet var blevet arrangeret af Gud, så de svarede til en koncentrisk placering af de fem platoniske legemer, med hver planetbane placeret på den omskrevne kugle af en polyeder og den indskrevne kugle af en anden. Eftersom der er præcis fem platoniske legemer, havde Keplers teori kun plads til seks planetbaner, og den blev derfor modbevist af den efterfølgende opdagelse af Uranus.